# Testtrennwert
Unter einem Testtrennwert, Schwellenwert oder Grenzwert (engl.: cut-off score oder cut-off) wird der durch einen Test ermittelte Wert verstanden, der aufgrund subjektiver oder objektiver Vereinbarung Personen hinsichtlich einer Zuweisung unterscheidet (z. B. Zutreffen einer Diagnose, Behandlungsnotwendigkeit, Bestehen einer Prüfung, Eignung für eine Tätigkeit).
Siehe auch Kritischer Wert (Statistik). 
Dabei gibt es zwei verschiedene Ausgangslagen:
- Testtrennwert als Kategoriengrenze: Wenn innerhalb einer Gruppe von Merkmalsträgern Unterschiede in der Ausprägung eines Merkmals bestehen, kann ein Testtrennwert verwendet werden, um die Merkmalsträger zu kategorisieren. Die Festlegung des Testtrennwerts ist willkürlich und die Kategorie in diesem Sinne künstlich. Beispielsweise wird die Grenze zur Hochbegabung bei einem IQ von 130 gezogen, obwohl der Übergang fließend ist.[7]
- Indikator für eine Kategorie: Wenn zwei Gruppen sich bezüglich eines Merkmals unterscheiden, kann der Testwert dieses Merkmals als Indikator für die Gruppenzugehörigkeit verwendet werden. Ein anschauliches Beispiel wäre, dass die durchschnittliche Körpergröße von Frauen und Männern sich unterscheidet und deswegen, die gemessene Körpergröße als Indikator für die Geschlechtszugehörigkeit herangezogen werden kann.

Im ersten Fall wird eine Häufigkeitsverteilung getrennt, im zweiten Fall liegen zwei Häufigkeitsverteilungen vor.

## Zusammenhang mit Spezifität und Sensitivität
Die Festlegung des Testtrennwerts wird durch die in Kauf zu nehmende Fehlklassifikationsrate beeinflusst. Unterstellt, dass die aufzufindende Zielgruppe höhere Werte im Test hat, gilt:
Je höher der Testtrennwert gewählt wird, desto weniger Personen der Zielgruppe werden erkannt (niedrige Trefferquote bzw. Sensitivität). Je niedriger der Testtrennwert gewählt wird, desto mehr Personen der Zielgruppe werden erkannt – umso höher ist aber der Anteil von Personen, die nicht zur Zielgruppe gehören als "falschpositive" Zuordnung (geringe Spezifität).
Wie hoch der Testtrennwert gewählt wird, hängt davon ab, ob es nachteiliger wäre, Personen der Zielgruppe nicht zu erkennen oder Personen, die nicht zur Zielgruppe gehören, fälschlicherweise dieser zuzuweisen.
Es gibt vier Methoden um einen Testtrennwert festzulegen:
- Zwei Standardabweichungen über dem Testwert der Gesunden,
- Zwei Standardabweichungen unter dem Mittelwert der Kranken,
- Ob Testpersonen näher am Mittelwert der Gesunden oder Kranken liegen.
- Zur Festlegung des Schwellenwerts kann auch die ROC-Analyse genutzt werden.[9] Wesentlich für die Festlegung eines Trennwertes sind also die Kosten einer Fehlklassifikation, wobei die Kosten für falsch-negative Entscheidungen von denen für falsch-positive Entscheidungen abweichen können.[10] Trennwerte können aufgrund empirischer Daten (Normen) oder theoretisch (so. kriterienorientierte Tests) festgelegt werden. Die Trennung hängt auch davon ab, ob und wie gut sich die zu trennenden Objekte (Personen) im entsprechenden Merkmal unterscheiden und wie hoch der Messfehler des Tests ist.